# Jebusieten
De Jebusieten waren volgens de volkenlijst in de Hebreeuwse Bijbel afstammelingen van Kanaän (Genesis 10:15,16) en de bewoners van Jeruzalem voordat koning David de stad zou hebben veroverd en tot zijn hoofdstad van het Verenigd Koninkrijk Israël hebben gemaakt (1 Kronieken 11:4-9).
Jozua noemt de stad Jebus waarin zij woonden in de periode van de verovering van het Beloofde Land, de stad die later Jeruzalem zou worden genoemd (Jozua 15:8; 18:16,28; Rechters 19:10). Zij woonden daar nog steeds totdat David de stad veroverde (1 Kronieken 11:4-9). De Jebusieten worden in Deuteronomium 7:1 "een groter en machtiger volk" dan de Israëlieten genoemd, maar toch zouden zij op de vlucht zijn gejaagd. Jozua 15:63 vermeldt echter: "Maar de inwoners van Jeruzalem, de Jebusieten, konden door de stam Juda niet worden verdreven; ze wonen tot op de dag van vandaag te midden van de nakomelingen van Juda in Jeruzalem" (NBV21).